# Disa cardinalis
Disa cardinalis là một loài phong lan